# Bathyraja caeluronigricans
Espèce
Bathyraja caeluronigricans est une espèce de raies du nord de l'Océan Pacifique appartenant à la famille des Arhynchobatidae.

## Description
La couleur de cette espèce permet de la différencier des autres Bathyraja. Bathyraja caeluronigricans a une couleur brun violacé foncé des deux côtés du corps (d'où son nom). Le spiracle est plus long que le globe oculaire et est profondément concave dans sa partie antérieure. Le crochet présente une fente profonde. Des fibres soyeuses denses recouvrent la capsule de l'œuf.
Les mâles de cette espèce peuvent atteindre une longueur de 74,4 cm tandis que les femelles atteignent une longueur de 72,2 cm.

## Distribution et habitat
On retrouve cette espèce depuis le nord de la région du Tōhoku jusqu'à la mer d'Okhotsk,,.
C'est une espèce démersale vivant à une profondeur de 200 m à 400 m.

## Taxonomie
Le nom valide complet (avec auteur) de ce taxon est Bathyraja caeluronigricans Ishiyama & Ishihara, 1977.

### Étymologie
L'épithète spécifique caeluronigricans renvoie à la couleur noire violacée de la face dorsale du disque de cette raie.